# Es Antenes
Es Antenes és una muntanya de 1.833 metres que es troba al municipi de Bossòst, a la comarca de la Vall d'Aran.